# لونغ رن (أوزارك)
لونغ رن هي بلدة غير نشطة في مقاطعة أوزارك في ولاية ميزوري.
تأسست بلدة لونغ رن في عام 1841، وسُمّيت باسم النهر الذي يحمل نفس الاسم داخل حدودها.